# Vladimír Vytásek

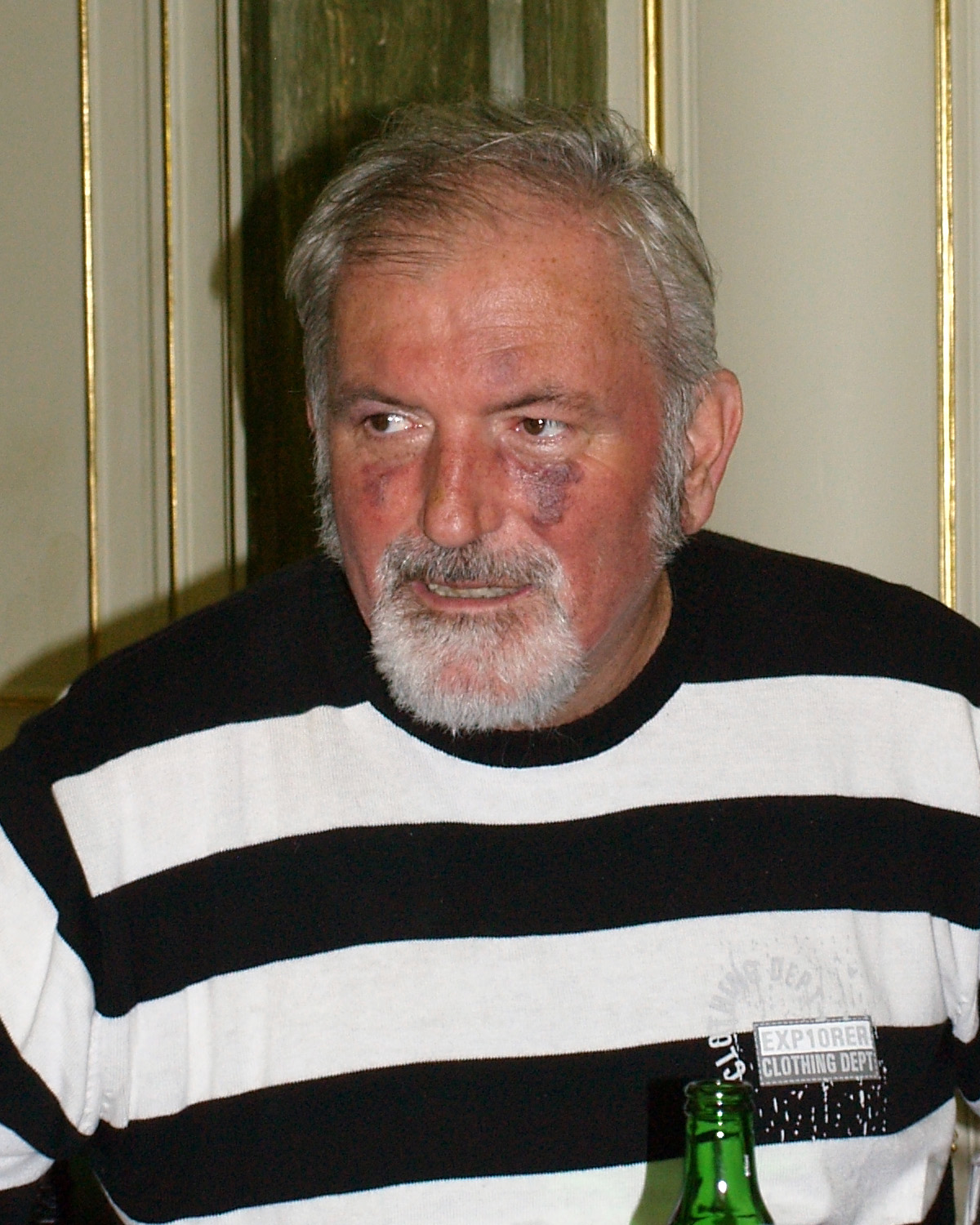
Pavel Váňa

Vladimír Vytásek (* 14. října 1961) je český znalec léčivých rostlin a jejich pěstitel. Působí jako bylinkář, léčitel a lektor přednášek o léčivkách. Vláďa Vytásek je autorem knihy Můj bylinkový svět, která se věnuje říši bylin a jejich léčivým vlastnostem.

## Život

### Profese
Vladimír Vytásek se narodil 14. října 1961. Jeho profesí je pracovník sociálních služeb v zařízení pro lidi s mentálním postižením; zaměstnán je v Nových Zámcích u Litovle.  S klienty provozuje pracovní terapii se zaměřením na činnosti v parku, ve skleníku a na práci s rostlinami. To je styčný bod jeho profese a bylinkaření. Klienty učí mimo jiné byliny poznávat a jednoduše i aplikovat (např. ve formě čaje). Do kuchyně zařízení dodává ze zahrady i část bylinek k obohacení stravy klientů.

### Cesta k bylinám
Bylinkářství se věnuje od roku 1984 a to od okamžiku, kdy si pomocí léčivých rostlin vyléčil žaludeční vředy. Ty jej začaly trápit po absolvování vojenské základní služby a tehdy zvolil Vytásek raději bylinky (heřmánek, řepík, meduňka) než antibiotika či chemické preparáty, do jejichž užívání neměl tehdy chuť. To byl počátek jeho praktické orientace na bylinky, které začal pěstovat na zahradě, testoval různé recepty, navštěvoval přednášky a přečetl o této problematice hodně knih. Zdědil nejspíše i nějaké rodinné dispozice, neboť jeho prababičky Františka Crháková z Nové Vsi u Litovle patřila na Olomoucku na přelomu 19. až 20. století mezi úspěšné a známé léčitelky. Ve věku 85 let si obklady sama vyléčila bércové vředy, vždy se léčile jen bylinkami a dožila se 93 let.

#### Vzdělávání
Vytásek postupně absolvoval několik týdenních kurzů o léčivých bylinách u Josefa Antonína Zentricha, MUDr. RNDr. Petra Nohela a Pavla Váni; prošel také kurs aromaterapie u Barbory Novákové z Nobilisu a kurzy u několika dalších léčitelů. Základní znalosti o anatomii lidského těla a základy první pomoci získal Vytásek na akreditovaném kurzu českého Červeného kříže v Šumperku.

#### Spolupracovníci, přátelé, učitelé
Spolupracoval a přátelil se s českým bylinkářem a fytoterapeutem Pavlem Váňou (1947–2012) a odborníkem na fytoterapii a autorem knih o léčivých rostlinách Josefem Antonínem Zentrichem (* 20. září 1941 – 4. září 2012). V poslední době spolupracuje Vytásek několik let s profesorem Pavlem Valíčkem, jenž patří k předním evropským znalcům čínských léčivek užívaných tradiční čínskou medicínou (TČM) a čínských adaptagenů. (A byl to právě prof. Pavel Valíček, jehož zásluhou se do České republiky dostala řada zajímavých a účinných léčivých bylin.)

#### Přednášky a kurzy
Teprve v roce 2000, na naléhání svých přátel, uspořádal Vláďa Vytásek svoji první přednášku o léčivých rostlinách určenou pro veřejnost. Vladimír Vytásek je považován za pokračovatele české bylinářské tradice; od roku 2000 pořádá na téma léčivých rostlin přednášky a kurzy (např. Dovolená s vůní horských bylinek - letní bylinková škola v přírodě nebo Jarní očista těla i duše,...). Na těchto kurzech učí svoje žáky prakticky poznávat místní léčivé rostliny ve volné přírodě, umět je správně připravit a používat (aplikovat) při potížích a předává jim svoji životní filozofii založenou na lásce ke všemu živému. Většinou víkendové kurzy pořádá Vláďa Vytásek od května do září (neboť v té době roste v přírodě nejvíce léčivých rostlin) na Moravě v Těšíkově u Olomouce, v Kněžpole, v Žitkové, Dolní Hedeči, Markvarticích, v Pucově u Velké Bíteše a v Popicích u Znojma (v Čechách se konají na Pardubicku). Některé své kurzy vede i v Centru Zelená louka v Pardubicích.

### Pěstitelské aktivity
Vlaďa Vytásek je poradcem pro pěstování bylin v botanické zahradě Prostějov. Do prostějovské botanické zahrady a do botanické zahrady v Olomouci dodává svoje přebytečné sazenice léčivek. Přebytečné sazenice bylinek a jejich semena poskytuje také na výměnných burzách, které se konají při pořádání bylinkářských kurzů nebo je rozdává svým přátelům.

### Publikační aktivity
- VYTÁSEK, Vláďa a BRZÁKOVÁ, Pavlína (připravila k vydání), ed. Můj bylinkový svět. Praha: nakladatelství Eminent; 2020; 340 stran (+ barevné ilustrace); ISBN 978-80-7281-559-3.[2]
- Publikuje o bylinách do měsíčníku Regenerace[4][3] a do několika internetových portálů zabývajícími se léčivkami.[5]
- Do rozhlasových a televizních pořadů přispívá radami ze své bylinářské praxe.[4][5][3]
- Několik let přednáší o léčivých rostlinách také studentům na Přírodovědecké fakultě v Olomouci.[5]

### Zájmy a záliby
Kromě bylinek se Vytásek věnuje i ochraně přírody; působí jako dobrovolný strážce přírody v Litovelském Pomoraví. Věnuje se také chovu akvarijních rybek a má rád minerály a kameny (křišťál, růženín), které vnímá jako podporu bylin, strážce vody a země.